# Felix Uduokhai
Ohis Felix Uduokhai (Annaberg-Buchholz, Sajonia, Alemania, 9 de septiembre de 1997) es un futbolista alemán. Juega de defensa y su equipo es el Beşiktaş J. K. de la Superliga de Turquía.

## Trayectoria
Uduokhai fichó por el VfL Wolfsburgo en junio de 2017, luego que su anterior club, el 1860 Múnich, descendió a la 3. Liga.
El 28 de agosto de 2019 se anunció que el defensor fue enviado a préstamo al F. C. Augsburgo por toda la temporada. El 4 de junio de 2020, el Wolfsburgo anunció que el Augsburgo había hecho efectiva la opción de compra que tenía sobre el jugador.
El 27 de agosto de 2024 fue cedido al Beşiktaş J. K. para la temporada 2024-25, teniendo los turcos una opción de compra.

## Selección nacional
Uduokhai fue internacional en categorías inferiores con la selección de Alemania.

## Estadísticas
Actualizado al último partido disputado el 1 de junio de 2025.
| Club                          | Div.          | Temporada     | Liga  | Liga  | Copas nacionales | Copas nacionales | Copas internacionales | Copas internacionales | Total | Total |
| Club                          | Div.          | Temporada     | Part. | Goles | Part.            | Goles            | Part.                 | Goles                 | Part. | Goles |
| ----------------------------- | ------------- | ------------- | ----- | ----- | ---------------- | ---------------- | --------------------- | --------------------- | ----- | ----- |
| TSV 1860 Múnich II · Alemania | 4.ª           | 2015-16       | 2     | 0     | ―                | ―                | ―                     | ―                     | 2     | 0     |
| TSV 1860 Múnich II · Alemania | 4.ª           | 2016-17       | 3     | 0     | ―                | ―                | ―                     | ―                     | 3     | 0     |
| TSV 1860 Múnich II · Alemania | Total club    | Total club    | 5     | 0     | 0                | 0                | 0                     | 0                     | 5     | 0     |
| TSV 1860 Múnich · Alemania    | 2.ª           | 2016-17       | 21    | 1     | 1                | 0                | ―                     | ―                     | 22    | 1     |
| TSV 1860 Múnich · Alemania    | Total club    | Total club    | 21    | 1     | 1                | 0                | 0                     | 0                     | 22    | 1     |
| VfL Wolfsburgo · Alemania     | 1.ª           | 2017-18       | 21    | 1     | 3                | 2                | ―                     | ―                     | 24    | 3     |
| VfL Wolfsburgo · Alemania     | 1.ª           | 2018-19       | 11    | 0     | 1                | 0                | ―                     | ―                     | 12    | 0     |
| VfL Wolfsburgo · Alemania     | 1.ª           | 2019-20       | 0     | 0     | 1                | 0                | ―                     | ―                     | 1     | 0     |
| VfL Wolfsburgo · Alemania     | Total club    | Total club    | 32    | 1     | 5                | 2                | 0                     | 0                     | 37    | 3     |
| F. C. Augsburgo · Alemania    | 1.ª           | 2019-20       | 26    | 0     | 0                | 0                | ―                     | ―                     | 26    | 0     |
| F. C. Augsburgo · Alemania    | 1.ª           | 2020-21       | 29    | 1     | 2                | 0                | ―                     | ―                     | 31    | 1     |
| F. C. Augsburgo · Alemania    | 1.ª           | 2021-22       | 13    | 0     | 1                | 0                | ―                     | ―                     | 14    | 0     |
| F. C. Augsburgo II · Alemania | 4.ª           | 2021-22       | 1     | 0     | ―                | ―                | ―                     | ―                     | 1     | 0     |
| F. C. Augsburgo II · Alemania | Total club    | Total club    | 1     | 0     | 0                | 0                | 0                     | 0                     | 1     | 0     |
| F. C. Augsburgo · Alemania    | 1.ª           | 2022-23       | 19    | 0     | 1                | 0                | ―                     | ―                     | 20    | 0     |
| F. C. Augsburgo · Alemania    | 1.ª           | 2023-24       | 33    | 2     | 0                | 0                | ―                     | ―                     | 33    | 2     |
| F. C. Augsburgo · Alemania    | Total club    | Total club    | 120   | 3     | 4                | 0                | 0                     | 0                     | 124   | 3     |
| Beşiktaş J. K. Turquía        | 1.ª           | 2024-25       | 26    | 0     | 3                | 0                | 7                     | 0                     | 36    | 0     |
| Beşiktaş J. K. Turquía        | Total club    | Total club    | 26    | 0     | 3                | 0                | 7                     | 0                     | 36    | 0     |
| Total carrera                 | Total carrera | Total carrera | 205   | 5     | 13               | 2                | 7                     | 0                     | 225   | 7     |
| 1. 2. 3.                      |               |               |       |       |                  |                  |                       |                       |       |       |

## Vida personal
Uduokhai es hijo de padre nigeriano y madre alemana.